# Marcos Alonso
Marcos Alonso de Mendoza (n. 28 decembrie 1990, Madrid, Spania) este un fotbalist spaniol, care joacă pe post de fundaș lateral la Celta Vigo în La Liga. Pe plan internațional, are prezențe la națională pentru Spania U-19⁠(d) și Spania.
Marcos Alonso Mendoza este fiul și nepotul a jucători de fotbal din Cantabria. Bunicul său a fost Marcos Alonso Imaz, "Marquitos", de cinci ori campion al Europei cu Real Madrid, și tatăl lui Marcos Alonso Pena, a jucat pentru treisprezece sezoane cu patru echipe din Prima Divizie: Racing Santander, Atlético Madrid, FC Barcelona și CD Logroñes.